# Leonardo Fornaroli
Leonardo Fornaroli, né le 3 décembre 2004 à Piacenza, est un pilote automobile italien. En 2024, il remporte le titre en Championnat de Formule 3 FIA.

## Biographie

### Karting
Fornaroli commence le karting en Italie à l'âge de dix ans, remportant d'abord la classe Mini Academy du championnat Championkart en 2016 avant de passer au X30 Junior l'année suivante. Il termine deuxième du X30 Challenge Italy 2017, au cours d'une saison qui comprend également l'entrée à des événements internationaux IAME, mais connait plus de succès en 2018, lorsqu'il termine troisième du championnat italien de karting et a fait ses débuts européens à plein temps dans le Série WSK Super Master. La dernière année de Fornaroli en karting s'avère être sa meilleure, car il est l'un des favoris de la WSK Euro Series 2019 lors de ses débuts en OK et termine troisième du prestigieux Trofeo Andrea Margutti,. À la fin de l'année, il est invité à participer à la 16e édition de l'événement annuel Supercorso Federale à Vallelunga, en tant que l'un des cinq jeunes talents du karting sélectionnés par ACI Sport et la Ferrari Driver Academy,.

### Débuts en monoplace

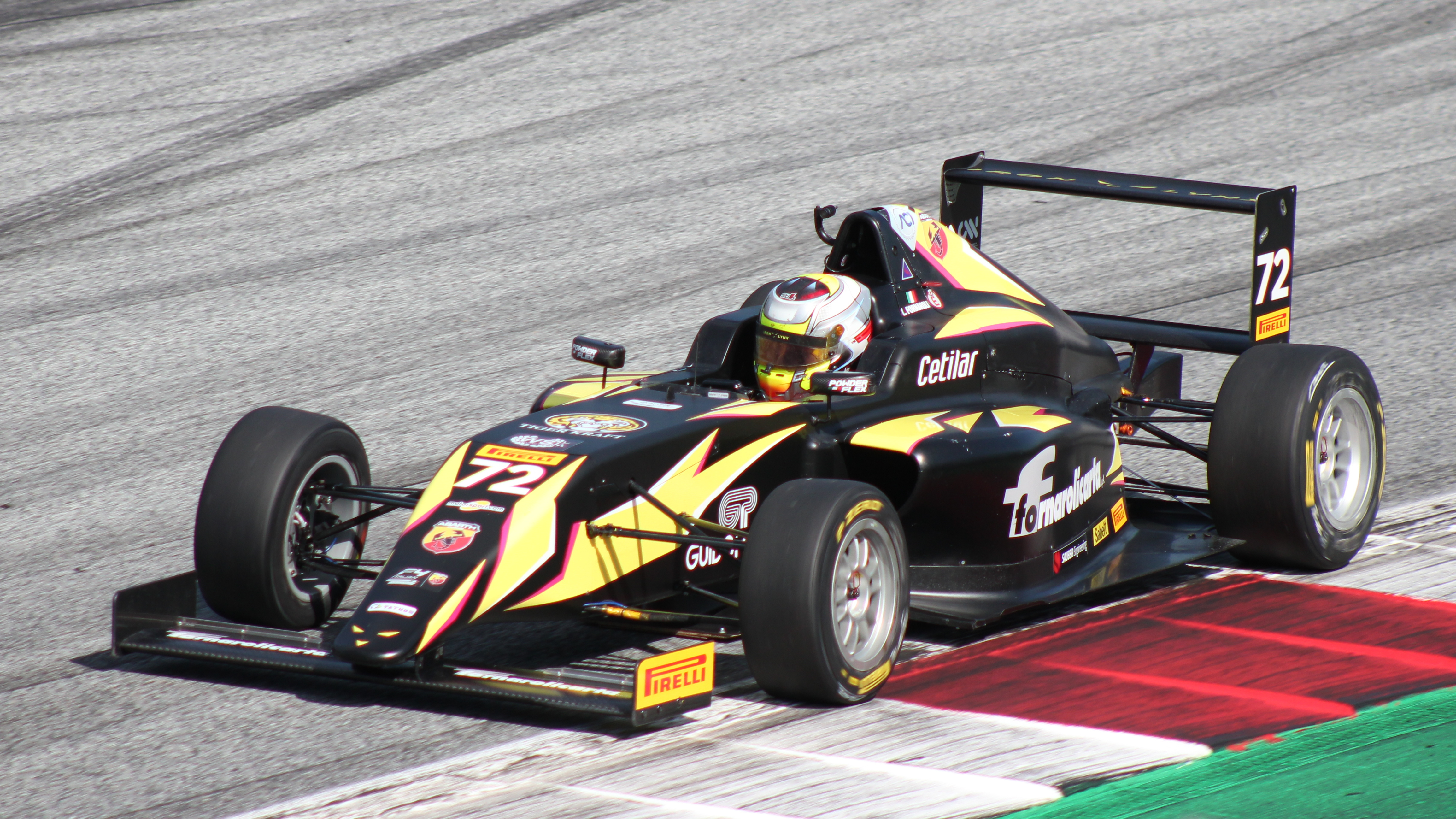
Leonardo Fornaroli en Formule 4 italienne, sur le Red Bull Ring en 2021.

Après avoir effectué des tests en Formule 4 pour la première fois lors d'un événement privé, Fornaroli fait ses débuts en 2020 dans le championnat d'Italie de Formule 4, dans l'écurie Iron Lynx, qui a étendu son programme aux formules de promotion,. Il termine quatrième lors de ses débuts à Misano. Sur l'ensemble de la saison, il termine à huit reprises parmi les cinq premiers, décrochant un podium à Monza. Il se classe neuvième du championnat avec 108 points. À la fin de l'année, en récompense de ses performances, Fornaroli est de nouveau invité au Supercorso Federale d'ACI Sport, avec ses rivaux, Gabriele Minì, Francesco Pizzi, Andrea Rosso et quatre pilotes de karting.
En 2021, Fornaroli se réengage avec Iron Lynx, aux côtés de Maya Weug, pilote de la Ferrari Driver Academy, et de Pietro Armanni. Il est le pilote le mieux classé en 2020 à revenir. La régularité s’avère une fois de plus être un de ses points forts, car il termine dans les points à chaque course. À Misano, il décroche sa première victoire et sa première pole position avant d'obtenir deux autres podiums. À Imola, il est initialement la seule véritable menace pour le futur champion Oliver Bearman. Il rétrograde cependant peu de temps après, malgré une deuxième pole position et plusieurs podiums au Red Bull Ring et au Mugello. À Monza, il termine en troisième position, après une lutte à quatre pour la deuxième place. Le week-end ne se déroule cependant pas comme prévu pour lui, car il doit se contenter d'une 9e position, d'un abandon et d'un non-départ, ce qui le fait finalement chuter à la cinquième place du classement, derrière le vice-champion Tim Tramnitz ainsi que les deux pilotes Prema Kirill Smal et Sebastián Montoya.

### Formule Régionale

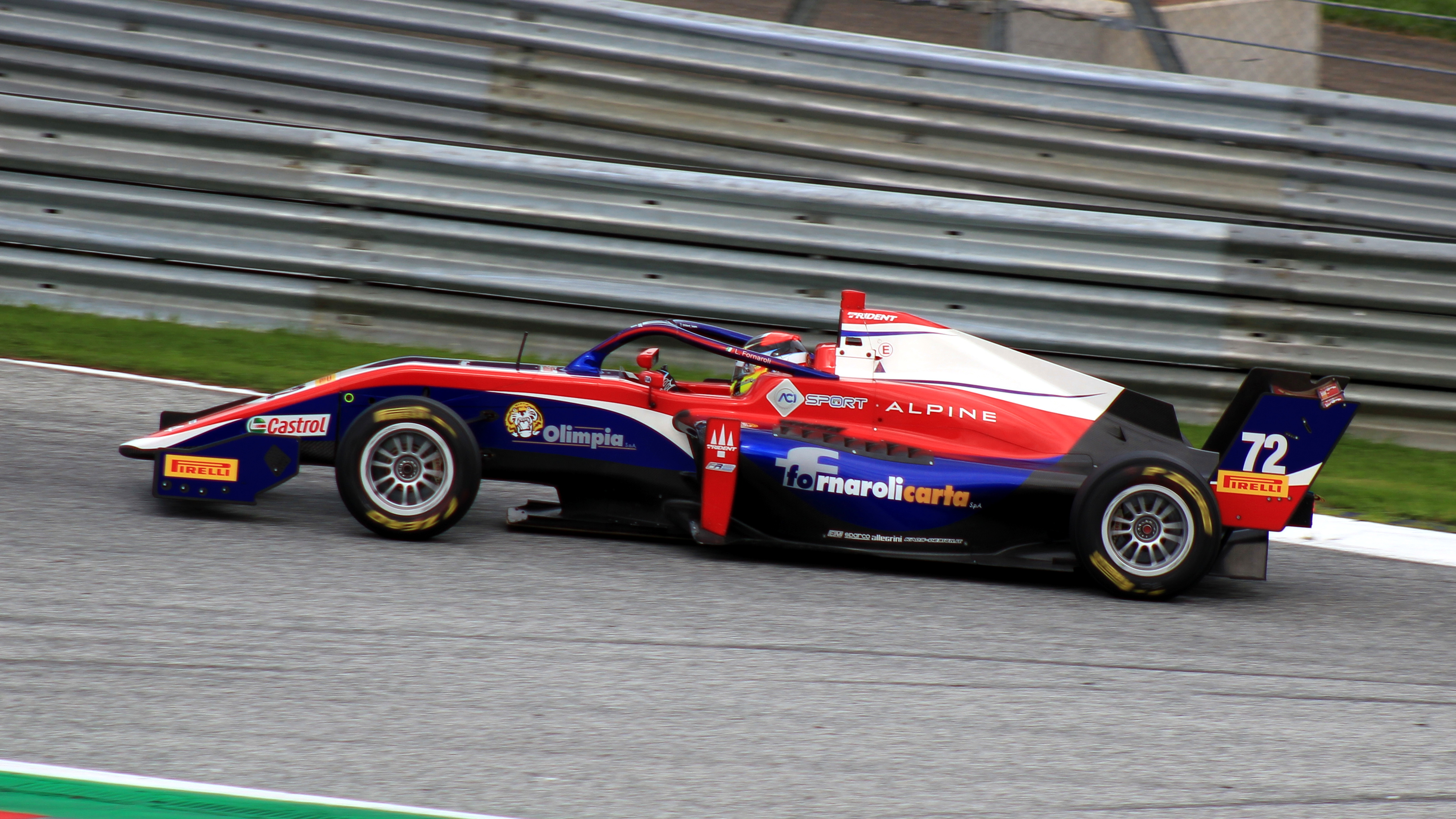
Leonardo Fornaroli en Formule Régionale à Spielberg en 2022.

En 2022, Fornaroli passe en Formule Régionale, faisant d'abord une campagne partielle dans le championnat d'Asie avec l'écurie Hitech Grand Prix, avec une quatrième place en qualification et une cinquième place comme faits saillants, avant de rejoindre le championnat d'Europe pour le saison principale avec la nouvelle équipe Trident, aux côtés de son rival Tim Tramnitz et Roman Bilinski,. La régularité s'avère une fois de plus son principal atout, puisqu'il marque des points dans 15 des 20 courses de sa première saison et de celle de son équipe. Il termine huitième du championnat avec 83 points, et termine aussi meilleur rookie devant ses deux coéquipiers. Son meilleur résultat est une quatrième place dans la première course du Hungaroring,.

### Formule 3 FIA

#### 2023: Première saison encourageante

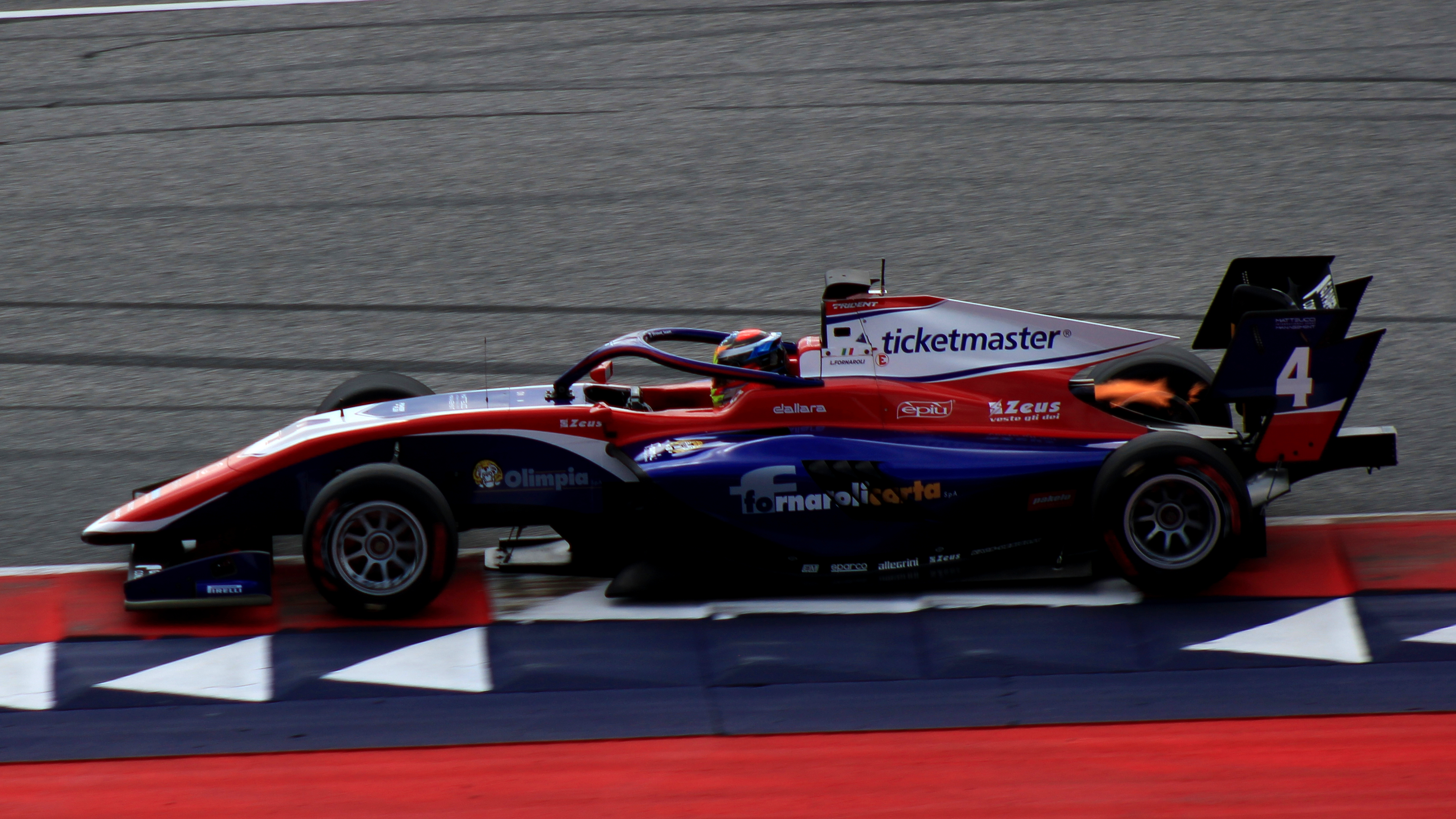
Leonardo Fornaroli en Formule 3 FIA à Spielberg en 2023.

Fin septembre 2022, Fornaroli participe aux tests d'après-saison de la Formule 3 FIA toujours avec Trident, aux côtés d'Oliver Goethe et de son rival de Formule Régionale Gabriel Bortoleto pendant les trois jours,,. Le 3 décembre 2022, à l'occasion de son 18e anniversaire, il est annoncé que Fornaroli rejoint l'équipe pour la saison 2023 aux côtés de Bortoleto et Goethe. il démarre sa saison avec une huitième place lors de la course sprint de Sakhir puis est victime d'une crevaison lors de la course principale. À Melbourne, l'Italien se qualifie quatrième, puis termine à la même position lors de la course principale . Il décroche son premier podium à Monaco face à Grégoire Saucy puis un autre à Barcelone. Il perd ensuite de gros points lors de la course principale après avoir été poussé hors de la piste par Luke Browning.
Fornaroli décroche sa première pole position à Silverstone,. Lors de la course principale, il cède face à son coéquipier Oliver Goethe  et termine deuxième. Il se qualifie ensuite dans le top 3 lors des deux week-end suivants mais ne marque que quatre points sur l'ensemble des quatre courses,. Il termine huitième lors de la course sprint de Monza. Il se classe onzième du championnat avec 69 points.

#### 2024: Champion de Formule 3 FIA

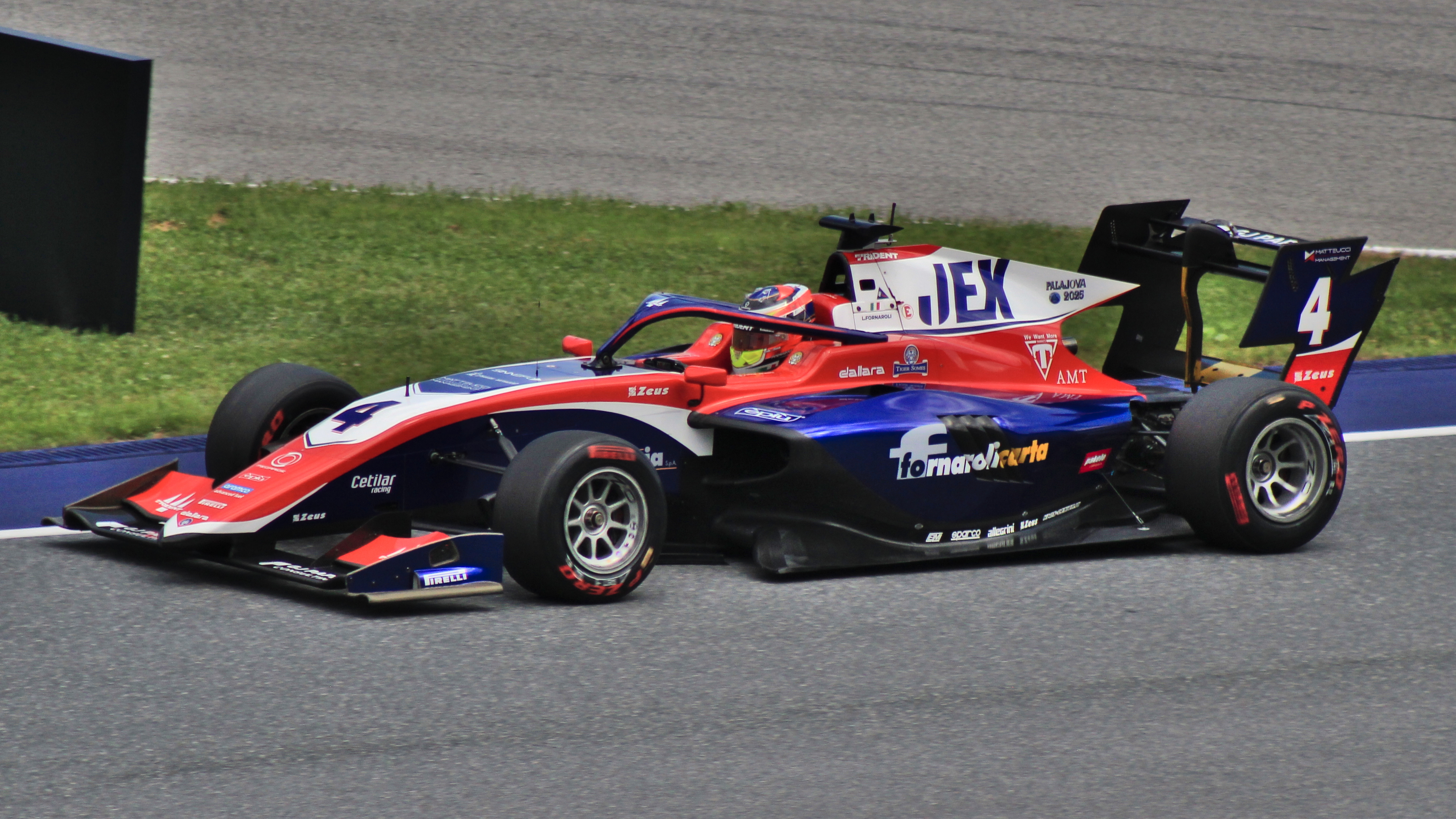
Leonardo Fornaroli en Formule 3 FIA à Spielberg en 2024.

En 2024, Fornaroli reste chez Trident pour sa deuxième saison dans le championnat. À Barheïn, il termine troisième de la course sprint, puis deuxième de la course principale de Melbourne après avoir signé la pole,. A Imola, l'Italien termine troisième de la course sprint puis cinquième de la course principale, gêné par un manque de puissance. Il marque de nombreux points sur le reste de la saison, avec trois autres podiums à Barcelone, au Hungaroring et à Spa-Francorchamps,.
Pour la manche finale à Monza, Fornaroli arrive en tête du championnat mais n'a qu'un point d'avance sur son compatriote Gabriele Minì. Il décroche la pole position pour la course principale. Lors de la course sprint, Fornaroli termine huitième avec le meilleur tour tandis que Minì termine neuvième,. Lors du départ de la course principale, il cède la tête de la course à Alex Dunne puis lutte tout au long de la course pour le top 3. Pendant que son coéquipier Sami Meguetounif se dirige vers la victoire, Fornaroli lutte avec Minì et Christian Mansell jusque dans l'avant dernier-tour. A ce moment là, Fornaroli est quatrième tandis que Minì est deuxième (le titre revenant à Minì dans cette situation, qui marquerait plus de points que Fornaroli). Dans le dernier virage du dernier tour, Fornaroli plonge à l'intérieur et parvient à doubler Mansell pour terminer troisième et remporter le titre,. Fornaroli devient le premier pilote à remporter le titre en Formule 3 FIA sans avoir remporté la moindre victoire au cours de la saison.
Plus tard dans la journée, Minì ayant été disqualifié pour une pression de pneus incorrecte, Fornaroli hérite alors la deuxième place de la course principale. 

### Formule 2
Deux jours après son titre en Formule 3 FIA, Fornaroli annonce sa titularisation au sein de l'équipe Invicta Racing en Formule 2 pour la saison 2025.

## Résultats en compétition automobile
| Saison | Championnat                          | Écurie            | Courses | Victoires | Pole positions | Meilleurs tours | Podiums | Points | Classement |
| ------ | ------------------------------------ | ----------------- | ------- | --------- | -------------- | --------------- | ------- | ------ | ---------- |
| 2020   | Championnat d'Italie de Formule 4    | Iron Lynx         | 20      | 0         | 0              | 1               | 2       | 108    | 9e         |
| 2020   | Championnat d'Allemagne de Formule 4 | Iron Lynx         | 3       | 0         | 0              | 0               | 0       | 0†     | n.c        |
| 2021   | Formule 4 Europe Centrale            | pas d'écurie      | 2       | 1         | ?              | ?               | 2       | 43     | 3e         |
| 2021   | Championnat d'Italie de Formule 4    | Iron Lynx         | 20      | 1         | 2              | 3               | 7       | 180    | 5e         |
| 2021   | Championnat d'Allemagne de Formule 4 | Iron Lynx         | 6       | 0         | 0              | 0               | 1       | 0†     | n.c        |
| 2022   | Formule Régionale Asie               | Hitech Grand Prix | 9       | 0         | 0              | 0               | 0       | 22     | 17e        |
| 2022   | Formule Régionale Europe             | Trident           | 20      | 0         | 0              | 0               | 0       | 83     | 8e         |
| 2023   | Formule 3 FIA                        | Trident           | 18      | 0         | 1              | 1               | 3       | 69     | 11e        |
| 2024   | Formule 3 FIA                        | Trident           | 20      | 0         | 2              | 2               | 7       | 153    | Champion   |
| 2024   | Formule 2                            | Rodin Motorsport  | 2       | 0         | 0              | 0               | 0       | 0      | 29e        |
| 2025   | Formule 2                            | Invicta Racing    | 19      | 3         | 2              | 1               | 7       | 154    | 1er        |

† Fornaroli étant un pilote invité, il était inéligible pour marquer des points.